# Pavoclinus smalei
Pavoclinus smalei är en fiskart som beskrevs av Phillip C. Heemstra och Wright, 1986. Pavoclinus smalei ingår i släktet Pavoclinus och familjen Clinidae. Inga underarter finns listade i Catalogue of Life.